# Cantone di Le Diois
Il Cantone di Le Diois è una divisione amministrativa dell'arrondissement di Die.
È stato costituito a seguito della riforma approvata con decreto del 20 febbraio 2014, che ha avuto attuazione dopo le elezioni dipartimentali del 2015.

## Composizione
I 64 comuni originari sono passati a 63 dal 1º gennaio 2016 dopo la fusione dei comuni di Aix-en-Diois e Molières-Glandaz nel nuovo comune di Solaure-en-Diois:
- Arnayon
- Aubenasson
- Aucelon
- Aurel
- Barnave
- Barsac
- La Bâtie-des-Fonds
- Beaumont-en-Diois
- Beaurières
- Bellegarde-en-Diois
- Boulc
- Brette
- Chalancon
- Chamaloc
- Charens
- Chastel-Arnaud
- Châtillon-en-Diois
- La Chaudière
- Die
- Espenel
- Establet
- Eygluy-Escoulin
- Glandage
- Gumiane
- Jonchères
- Laval-d'Aix
- Lesches-en-Diois
- Luc-en-Diois
- Lus-la-Croix-Haute
- Marignac-en-Diois
- Menglon
- Miscon
- Montlaur-en-Diois
- Montmaur-en-Diois
- La Motte-Chalancon
- Pennes-le-Sec
- Ponet-et-Saint-Auban
- Pontaix
- Poyols
- Pradelle
- Les Prés
- Recoubeau-Jansac
- Rimon-et-Savel
- Rochefourchat
- Romeyer
- Rottier
- Saillans
- Saint-Andéol
- Saint-Benoit-en-Diois
- Saint-Dizier-en-Diois
- Saint-Julien-en-Quint
- Saint-Nazaire-le-Désert
- Saint-Roman
- Saint-Sauveur-en-Diois
- Sainte-Croix
- Solaure-en-Diois
- Treschenu-Creyers
- Vachères-en-Quint
- Val-Maravel
- Valdrôme
- Vercheny
- Véronne
- Volvent